# 2年
| 千纪： | 1千纪                                                                             |
| 世纪： | 前1世纪 \| 1世纪 \| 2世纪                                                         |
| 年代： | 前20年代 \| 前10年代 \| 前0年代 \| 0年代 \| 10年代 \| 20年代 \| 30年代            |
| 年份： | 前4年 \| 前3年 \| 前2年 \| 前1年 \| 1年 \| 2年 \| 3年 \| 4年 \| 5年 \| 6年 \| 7年 |
| 纪年： | 西汉元始二年                                                                      |

## 大事记

### 按照地区分类

#### 罗马帝国
- 随着盧基烏斯·凱撒的死，莉薇娅说服奥古斯都容许她的儿子提贝里乌斯作为一个普通公民回到罗马，那时已经是提贝里乌斯被流放到罗德岛六年后。
- 盖乌斯·凯撒在幼发拉底河河畔会见弗拉特斯五世（帕提亚国王）。盖乌斯·凯撒达成协议，罗马和帕提亚和平——帕提亚承认罗马对亚美尼亚的宣称。
- 阿尔菲努斯·瓦卢斯（英语：Alfenus Varus）和帕布里乌斯·维尼修斯任命执政官。

#### 欧洲
- 塞代德斯成为雅典执政官

#### 非洲
- 毛里塔尼亚（英语：Mauretania）的朱巴二世作为一名军事顾问在亚美尼亚加入蓋烏斯·凱撒。正是在这一时段，他遇见了格拉菲拉（英语：Glaphyra），并且娶了她。

#### 中国
- 人口普查显示当时中国人口接近6000万人（5959.4万人，略超过12万户），居住在越南的人口近百万。[1]
- 王莽掌握漢廷朝政，經以王太后名義，賞賜烏珠留若鞮單于，令其送王昭君長女須卜居次返回長安，進宮服侍王太后。

## 各国领袖

### 非洲
| 國家       | 稱號           | 元首       | 在位時間     | 備注 |
| ---------- | -------------- | ---------- | ------------ | ---- |
| 庫施       | 庫施國王       | 纳塔卡马尼 | 前1年－20年  |      |
| 茅利塔尼亞 | 茅利塔尼亞國王 | 尤巴二世   | 前25年－23年 |      |

### 亞洲
| 國家             | 稱號       | 元首           | 在位時間     | 備注 |
| ---------------- | ---------- | -------------- | ------------ | ---- |
| 匈奴             | 匈奴单于   | 乌珠留若鞮单于 | 前8年－13年  |      |
| 中國             | 中國皇帝   | 漢平帝         | 前1年－5年   |      |
| 高句麗           | 高句麗君主 | 琉璃王         | 前19年－18年 |      |
| 百濟             | 百濟君主   | 溫祚王         | 前18年－28年 |      |
| 東扶餘           | 東扶餘君主 | 帶素           | 前7年－22年  |      |
| 新羅             | 新羅君主   | 朴赫居世居西干 | 前57年－4年  |      |
| 日本（傳說時期） | 日本天皇   | 垂仁天皇       | 前29年－70年 |      |
| 贵霜帝国         | 贵霜国王   | 赫拉欧斯       | 1年－30年    |      |

### 歐洲
| 國家       | 稱號           | 元首                | 在位時間     | 備注 |
| ---------- | -------------- | ------------------- | ------------ | ---- |
| 雅典       | 雅典执政官     | 阿那克萨哥拉        | 前1年－1年   |      |
|            | 雅典执政官     | 阿雷乌斯·派阿尼乌斯 | 1年－2年     |      |
| 阿特雷巴特 | 阿特雷巴特國王 | 丁加馬              | 前20年－7年  |      |
| 卡圖維勒尼 | 卡圖維勒尼國王 | 卡斯維              | 前20年－9年  |      |
| 东伊比利亚 | 东伊比利亚國王 | 阿德列基            | 前2年－30年  |      |
| 馬科曼尼   | 馬科曼尼國王   | 馬波德              | 前9年－19年  |      |
| 羅馬帝國   | 羅馬皇帝       | 奧古斯都            | 前27年－14年 |      |

### 中東
| 國家             | 稱號           | 元首               | 在位時間     | 備注                       |
| ---------------- | -------------- | ------------------ | ------------ | -------------------------- |
| 亞美尼亞         | 亞美尼亞国王   | 提格蘭四世和埃拉托 | 前2年－2年   |                            |
| 卡帕多細亞       | 卡帕多細亞国王 | 阿尔刻拉奥斯       | 前36年－17年 |                            |
| 科马基尼         | 科马基尼国王   | 安条克三世         | 前12年－17年 |                            |
| 纳巴泰王國       | 納巴泰國王     | 阿勒塔斯四世       | 前4年－6年   |                            |
| 奧斯羅伊那       | 奧斯羅伊那國王 | 阿布加爾五世       | 前4年－7年   |                            |
| 安息             | 安息国王       | 弗拉特斯五世       | 前2年－4年   |                            |
|                  | 安息女王       | 穆萨               | 前2年－4年   | 弗拉特斯五世之母，共同執政 |
| 本都             | 本都女王       | 皮托多里斯         | 前8年－23年  |                            |
| 罗马帝国犹太行省 | 行政官         | 希律·阿基拉        | 前4年－6年   |                            |

## 出生
- 鄧禹，中國東漢初年軍事人物（死于58年）

## 逝世
- 卢修斯·凯撒，瑪爾庫斯·維普撒尼烏斯·阿格里帕之子，羅馬皇帝奥古斯都的养子（前17年出生,19岁）
- 班婕妤，西漢女作家，漢成帝嬪妃